# Swietłana Kormilicyna
Swietłana Anatoljewna Wiertielecka z d. Kormilicyna (ros. Светла́на Анато́льевна Вертелецкая z d. Корми́лицына; ur. 11 sierpnia 1984 w Kałudze) – rosyjska szablistka, wielokrotna medalistka mistrzostw świata i Europy.
W 2000 roku zdobyła srebro indywidualnie wśród kadetek na mistrzostwach świata juniorów w South Bend. Na rozgrywanych rok później mistrzostwach świata juniorów w Gdańsku zdobyła srebro drużynowo. Następnie zdobyła złoto drużynowo na mistrzostwach świata juniorów w Trapani. Ponadto na mistrzostwach świata juniorów w Płowdiwie zajmowała trzecie miejsce drużynowo i indywidualnie.
Podczas mistrzostw świata w Nowym Jorku w 2004 roku Rosjanki w składzie: Sofja Wielika, Jekatierina Fiedorkina, Jelena Nieczajewa i Swietłana Kormilicyna zdobyły drużynowo złoty medal. W tej samej konkurencji zdobyła następnie złoty medal na mistrzostwach świata w Paryżu (2010), srebrny na mistrzostwach świata w Lipsku (2005) oraz brązowy na mistrzostwach świata w Petersburgu (2007). Była też między innymi szósta indywidualnie na MŚ 2005
Zdobyła złoto w szabli drużynowej na mistrzostwach Europy w Kopenhadze w 2004 roku zdobyła złoto drużynowo. Drużynowo zdobyła też brązowy medal na mistrzostwach Europy w Gandawie (2007) oraz srebrne na mistrzostwach Europy w Płowdiwie (2009) i mistrzostwach Europy w Lipsku (2010). Na ostatniej z tych imprez zdobyła również złoty medal w turnieju indywidualnym.
Nigdy nie wzięła udziału w igrzyskach olimpijskich.